# Partidul Popular European
Partidul Popular European este un partid de centru-dreapta european, unul din cel mai mari partide transnaționale reprezentate în Parlamentul UE. PPE a fost fondat în 1976 de către partide occidentale creștin-democrate, dar mai târziu a primit și partide  europene conservatoare sau alte formațiuni politice  de centru-dreapta.
PPE este cel mai influent partid european. Este cel mai mare partid din Parlamentul European din 1999, din Consiliul European din 2002 și este de departe cel mai mare partid în cadrul prezentei Comisii Europene. Președintele Consiliului European și președintele Comisiei Europene aparțin PPE. De asemenea, mulți dintre părinții fondatori ai Uniunii Europene au fost membri ai partidelor care au format mai târziu PPE. În afara UE, partidul deține majoritatea în Adunarea Parlamentară a Consiliului Europei.

## Istorie
Conform site-ului său, PPE este "familia politică de centru-dreapta, ale cărei rădăcini sunt adânc ancorate în istoria și civilizația continentului european și care a fost inițiatoarea proiectului european de la bun început." 
PPE a fost fondat la data de 8 iulie 1976, în Luxemburg, sub inițiativa lui Jean Seitlinger și a primului ministru belgian de la acea vreme, Leo Tindemans, care a și devenit primul președinte al Partidului.
Trebuie remarcat însă faptul că de-a lungul timpului au existat mai multe asociații politice de centru-dreapta, care se pot considera predecesorii PPE, precum „Nouvelles Equipes Internationales” în 1946 sau 1948 și continuând cu Uniunea Europenă a Creștin-Democraților fondată în 1965, cu toate că se consideră că predecesorul PPE ar fi fost Secretariatul Internațional al Partidelor Democratice de Inspirație Creștină fondat în 1925.
O mișcare importantă a apărut la sfârșitul anilor 90, când politicianul finlandez Sauli Niinistö a negociat fuziunea Uniunii Democrate Europene (EDU), al cărei președinte era la vremea respectivă, cu PPE. În octombrie 2002, EDU și-a încetat activitatea, după ce a fost integrată în mod oficial în PPE printr-un eveniment special la Estoril, în Portugalia. În semn de recunoaștere a eforturilor sale, Niinistö a fost ales în același an președinte de onoare al PPE.
În acești 37 de ani, PPE a avut cinci președinți:
- Leo Tindemans (1976–1985)
- Piet Bukman (1985–1987)
- Jacques Santer (1987–1990)
- Wilfried Martens (1990–2013)
- Joseph Daul (2013–prezent)

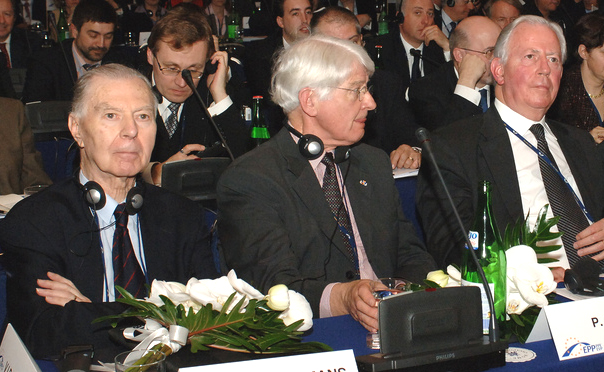
De la stânga spre dreapta: Tindemans, Bukman și Santer; foști președinți ai PPE

## Platformă și manifest

### Manifest politic și platformă
În timpul Congresului de la București în 2012 , Partidul Popular European și-a actualizat platforma sa politică după 20 de ani ( Congresul PPE de la Atena , 1992 ) și a aprobat un manifest politic în care se rezumă principalele valorile și politici.
Printre acestea, manifestul subliniază :
- Libertatea ca un drept fundamental al omului impreună cu responsabilitate

- Respect pentru tradițiile și asociații

- Solidaritate pentru a-i ajuta pe cei nevoiași, care la rândul său ar trebui să facă, de asemenea, un efort de a îmbunătăți situația lor

- Asigurarea finanțelor publice solide

- Menținerea unui mediu sănătos

- Subsidiarității

- Democrația pluralistă și economia socială de piață

Manifestul descrie, de asemenea, prioritățile PPE pentru UE, inclusiv :
- O uniune politică europeană

- Alegerea directă a președintelui Comisiei Europene

- Finalizarea pieței unice europene

- Promovarea familie, pentru a îmbunătăți educația și sănătatea

- Consolidarea politicii de imigrație și azil comune și integrarea imigranților

- Continuarea extinderii UE, consolidarea  ,,European Neighbourhood Policy" și de a oferi cadre speciale în relația țărilor care nu pot sau nu doresc să adere la UE

- Definirea unei adevărate politici energetice comune a UE

- Consolidarea partidelor politice europene

### Manifestul PPE
Ca element central al campaniei electorale europene din 2009, PPE a aprobat în aprilie la Congresul de la Varșovia "Manifestul Electoral". Acesta propune:
- Crearea de noi locuri de muncă. Continuarea reformelor și investițiilor în educație, educația permanentă și ocuparea forței de muncă în scopul de a crea oportunități pentru toată lumea.
- Protecționismul trebuie îndepărtat. Politicile fiscale și monetare trebuie corelate.
- Creșterea transparenței și supervizării piețelor financiare.
- Ridicarea Europei la rangul de lider de piață în tehnologia ecologică.
- Creșterea procentajului energiei regenerabile la cel puțin 20% din mixul energetic până în anul 2020.
- Flexibilitate și ajutor pentru părinții care lucrează. Oferirea unei mai bune îngrijiri a copilului, introducerea unor politici fiscale în avantajul familiilor și susținerea concediului parental.
- Europa ar trebui să găsească o strategie pentru a atrage muncitorii calificați din restul lumii astfel încât economia sa să devină mai competitivă, mai dinamică și bazată într-o mai mare măsură pe cunoaștere.

## Structura

### Organizația

#### Președinția
Președinția este organul executiv al Partidului. Aceasta decide cu privire la liniile politice directoare ale Partidului și prezidează Adunarea Politică. Președinția este compusă din: președinte, zece vicepreședinți, președinții de onoare, secretarul general și trezorierul. În plus, președintele Grupului PPE din Parlamentul European, președinții Comisiei, Parlamentului, Consiliului European și Înaltul Reprezentant (atâta timp cât aceștia aparțin unui partid membru) sunt cu toții în virtutea poziției ocupate, la rândul lor, vicepreședinți ex officio.

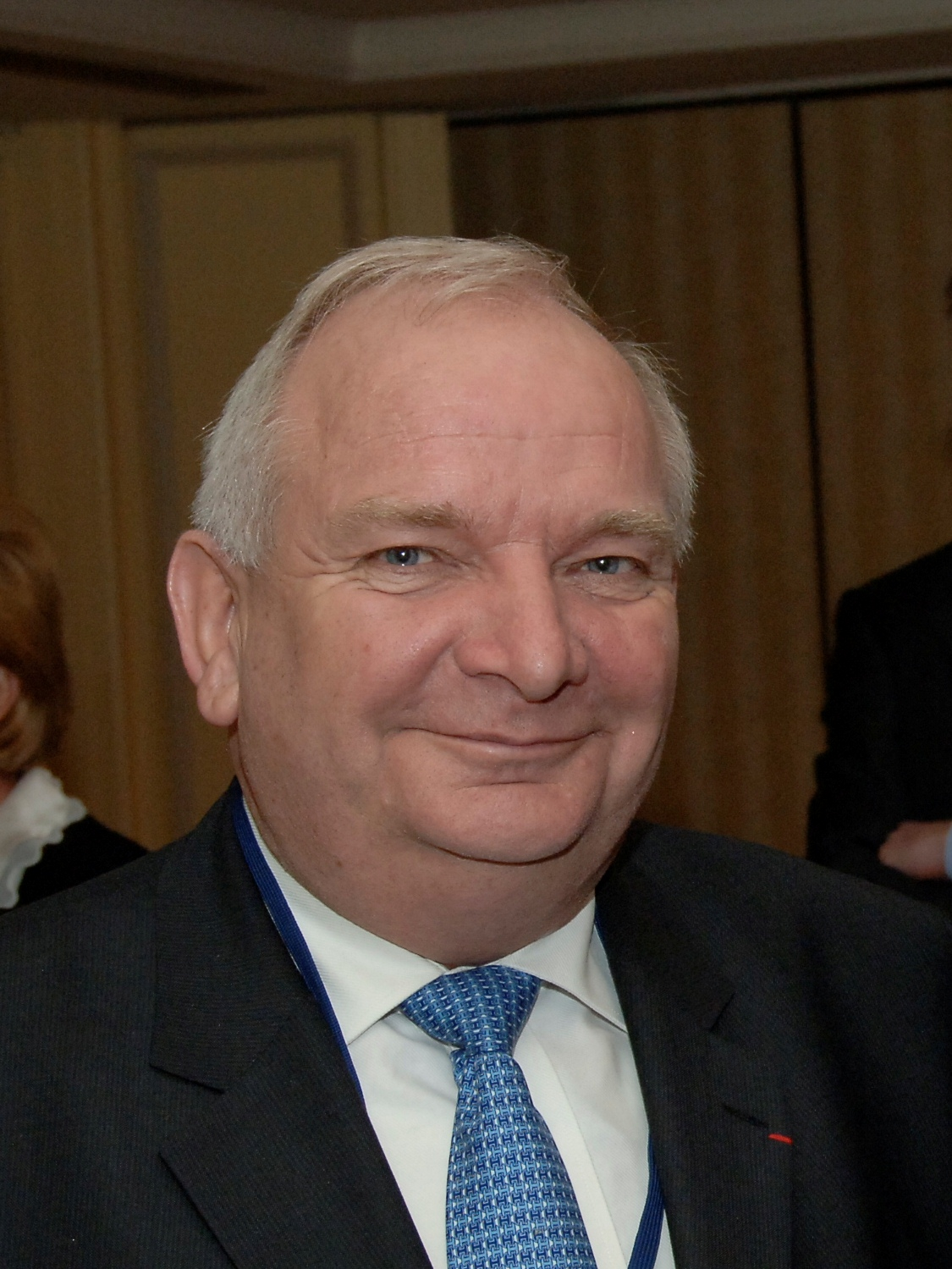
Președintele PPE Joseph Daul

De la Congresul PPE din 2012, în București, și după alegerea lui Joseph Daul din 12 noiembrie 2013, de către Adunarea politice PPE, președinția este format din:
- Joseph Daul – președinte
- Antonio Lopez-Isturiz White – secretar general
- Anca Boagiu – vicepreședinte
- Michel Barnier - vicepreședinte
- Antonio Tajani – vicepreședinte
- Peter Hintze  – vicepreședinte
- Mário David – vicepreședinte
- Jacek Saryusz-Wolski – vicepreședinte
- Corien Wortmann-Kool – vicepreședinte

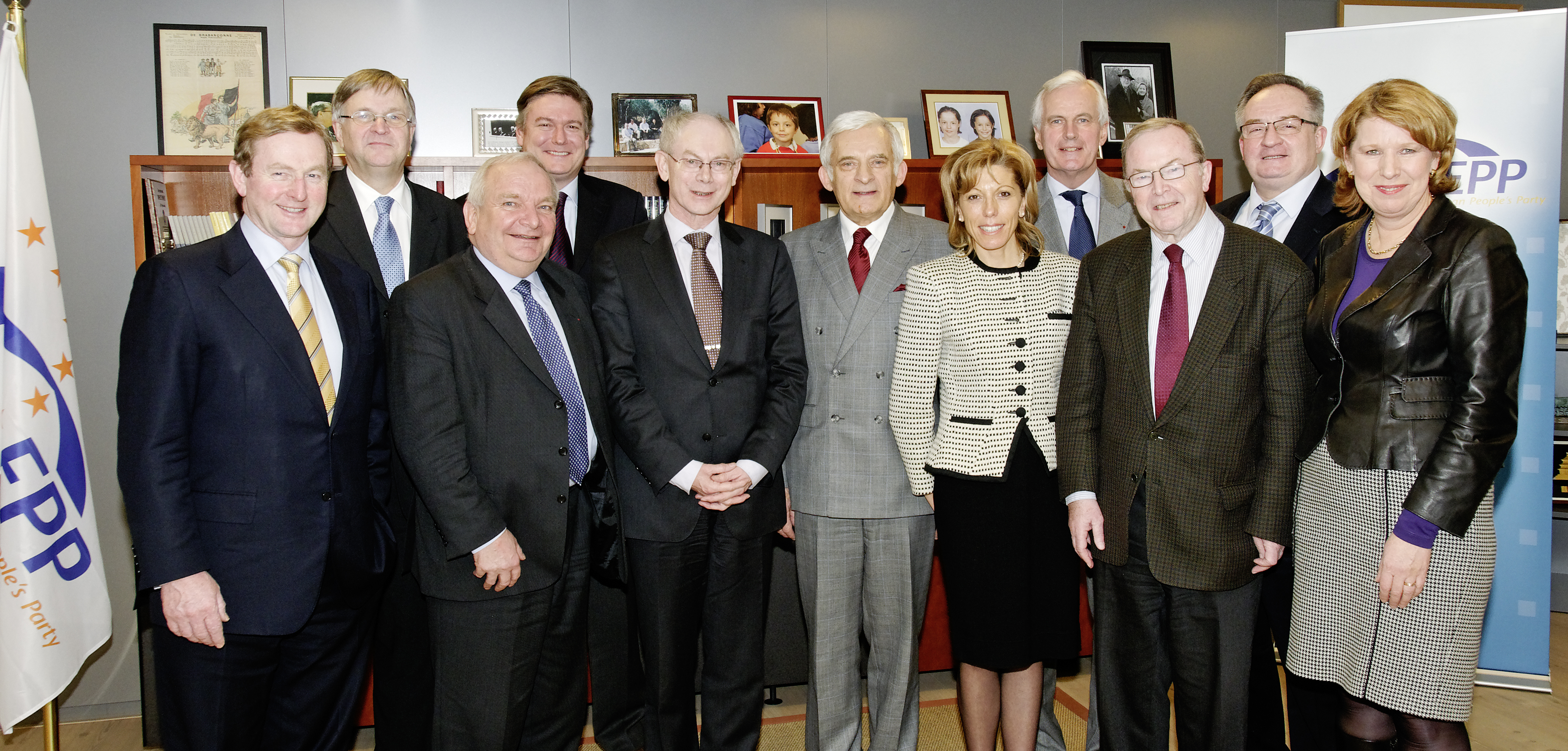
Președinția PPE

- Lucinda Creighton – vicepreședinte

- Tobias Billström – vicepreședinte
- Ingo Friedrich – trezorier
- José Manuel Barroso – Ex-officio Vice-President
- Herman Van Rompuy – Ex-officio Vice-President
- Joseph Daul – Ex-officio Vice-President
- Leo Tindemans – președinte onorific
- Sauli Niinistö - președinte onorific

#### Adunarea Politică
Adunarea Politică definește pozițiile politice ale Partidului între congrese, decizând cu privire la aplicațiile de admitere, orientările politice și buget. Adunarea Politică este compusă din delegații desemnați de partidele membre și asociate ale PPE, asociațiile și grupurile membre.
Adunarea Politică se întrunește de cel puțin trei ori pe an.

#### Congresul
Congresul este organul de decizie cel mai înalt al partidului și este compus din delegații desemnați de partidele membre și asociate PPE, asociațiile și grupurile membre.
Conform reglementărilor din statutul său, acesta trebuie să se întrunească cel puțin o dată la trei ani, dar în mod normal, se întrunește și în anii în care au loc alegeri pentru Parlamentul European (o dată la cinci ani) sau când sunt convocate congrese extraordinare. Acest lucru înseamnă că de fapt Congresul are loc mai frecvent decât din trei în trei ani.
Congresul alege Președinția PPE (o dată la trei ani), decide cu privire la principalele documente politice și programe electorale și oferă o platformă pentru șefii de guverne și de partide PPE.
Ultimul congres al PPE a fost Congresul de la Marsilia, din decembrie 2011. 

### Activități

#### Summit
În mod regulat, cu câteva ore înainte de reuniunea Consiliului European, liderii PPE se întâlnesc pentru Summit-ul PPE, în scopul de a adopta o poziție comună cu privire la Consiliu.
Invitațiile sunt trimise de către Președintele PPE și participanții includ, pe lângă Președinția Partidului, toți președinții și prim-miniștrii care sunt membri ai Consiliului și aparțin PPE; președinții Parlamentului European, Comisiei Europene și Consiliului European, precum și înaltul reprezentant pentru afaceri externe, dacă aceștia aparțin PPE; prim-miniștrii adjuncți sau alți miniștri în acele cazuri în care prim-ministrul țării respective nu aparține unui partid membru al PPE (de exemplu, guvernele de coaliție); și, în cazul în care nici un partid membru al PPE nu face parte din guvern, liderul principalului partid PPE de oppozitie este invitat.

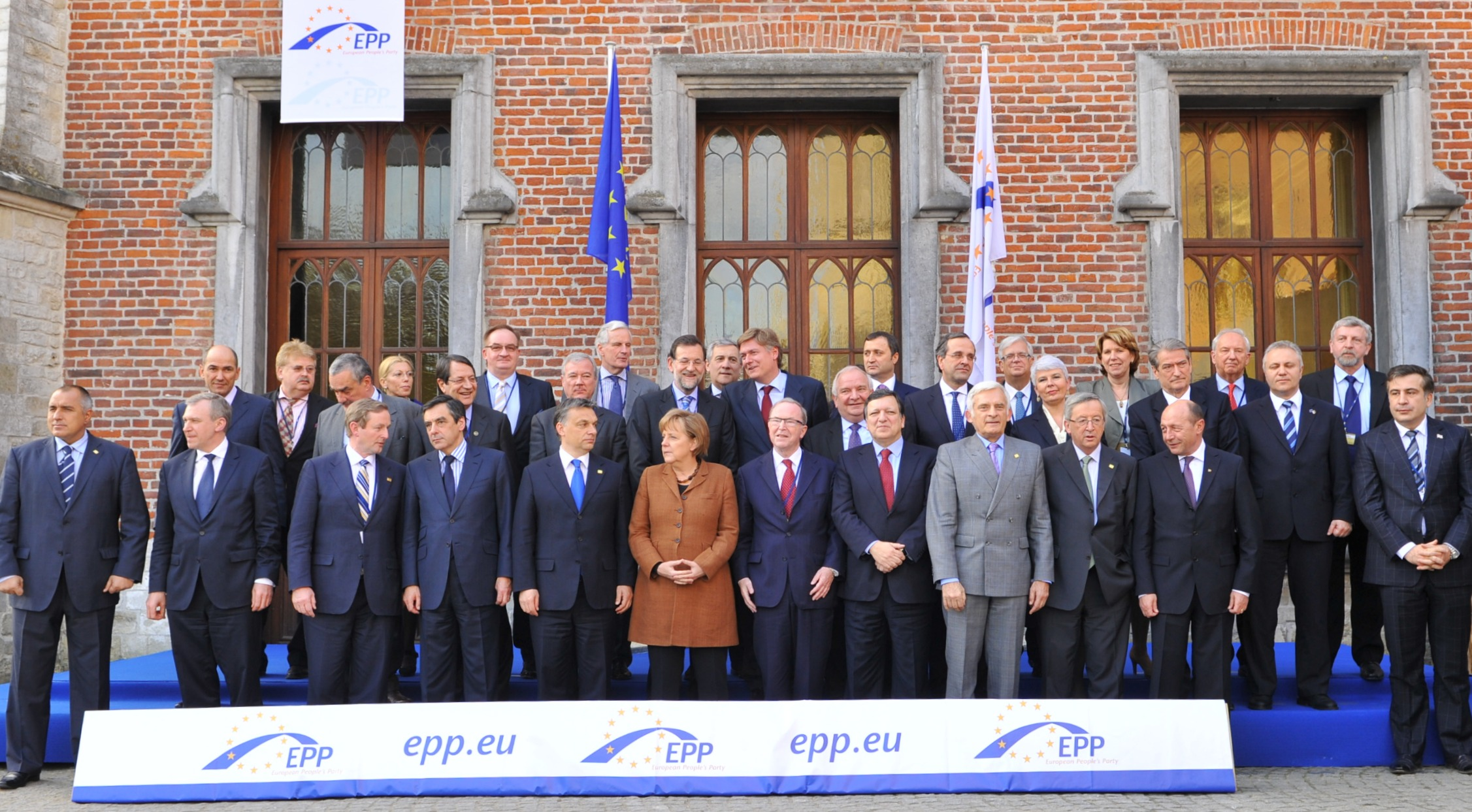
Fotografie de familie la Summitul din 2011.

#### Reuniuni ministeriale
Urmând modelul Summit-ului PPE, în ultimii ani partidul a organizat regulat reuniuni ministeriale PPE înainte de reuniunile Consiliului Uniunii Europene, cu miniștri, miniștri adjuncți, secretari de stat și parlamentari europeni abordând subiert relevante pentru reuniunea Consiliului.
În prezent, PPE organizează în total douăsprezece reuniuni ministeriale, după cum urmează:
- Afaceri generale
- Afaceri externe
- Economie și Finanțe
- Afaceri interne
- Justiție
- Apărare
- Ocuparea forței de muncă și protecția socială
- Industrie
- Agricultură
- Energie
- Mediu [1]

#### Alte activități
PPE organizează grupuri de lucru ad hoc pe diferite teme, întâlniri cu membrii săi afiliați din Comisia Europeană și invită, de asemenea, comisari individuali la summit-urile și la reuniunile ministeriale PPE.
Ca urmare a modificării Regulamentului UE din 2007, care reglementează partidele europene, atât PPE cât și celelalte partide europene, sunt responsabile pentru organizarea campaniei pan-europene a alegerilor europene care au loc la fiecare cinci ani. Conform Tratatului de la Lisabona, PPE (la fel ca toate partidele europene) trebuie să prezinte, ca parte a campaniei pentru alegerile europene, un candidat la funcția de președinte al Comisiei Europene; PPE a făcut acest lucru încă dinaintea ratificării Tratatului de la Lisabona, prin sprijinirea lui José Manuel Barroso pentru un al doilea mandat, în aprilie 2009.

## În instituțiile europene
PPE deține președințiile a două din cele trei instituții principale ale UE: Comisia Europeană condusă de președintele José Manuel Barroso (PSD) și Consiliul European, condus de Herman Van Rompuy (CD&V) - care a fost nominalizat de PPE ca primul președinte permanent al Consiliului European.

### Consiliul European
PPE deține 12 dintre cei 28 de șefi de stat sau de guvern care participă la Consiliul European. Aceștia participă la Summitul PPE ce pregătește Consiliul European (CE).
| Stat membru | Reprezentant        | Titlu                                 | Partid politic | Membru al Consiliului din | Fotografie |
| ----------- | ------------------- | ------------------------------------- | -------------- | ------------------------- | ---------- |
| Cyprus      | Nicos Anastasiades  | Președinte                            | DISY           | 28 februarie 2013         |            |
| Finlanda    | Sanna Marin         | Prim ministru                         | SDP            | 10 decembrie 2019         |            |
| Germania    | Olaf Scholz         | Cancelar                              | SPD            | 8 decembrie 2021          |            |
| Grecia      | Antonis Samaras     | Prim ministru                         | ND             | 20 iunie 2012             |            |
| Irlanda     | Enda Kenny          | Taoiseach                             | Fine Gael      | 9 martie 2011             |            |
| Letonia     | Laimdota Straujuma  | Prim ministru                         | Vienotiba      | 22 ianuarie 2014          |            |
| Polonia     | Donald Tusk         | Președinte al Consiliului de Miniștri | PO             | 16 noiembrie 2007         |            |
| Portugalia  | Pedro Passos Coelho | Prim ministru                         | PSD            | 21 iunie 2011             |            |
| România     | Klaus Iohannis      | Președinte                            | PNL            | 21 decembrie 2014         |            |
| Spania      | Mariano Rajoy       | Președinte al Guvernului              | PP             | 21 decembrie 2011         |            |
| Suedia      | Fredrik Reinfeldt   | Ministru de stat                      | Moderaterna    | 6 octombrie 2006          |            |
| Ungaria     | Viktor Orbán        | Prim ministru                         | Fidesz         | 29 mai 2010               |            |

PPE deține de asemenea alți șefi de stat sau de guvern care nu iau parte în mod normal la Consiliul European și nici la summit-urile PPE, deoarece această responsabilitate aparține altor lideri din țările lor sunt de asemenea membri PPE: Rosen Plevneliev (Bulgaria, GERB), János Ader (Ungaria, Fidesz), Bronisław Komorowski (Polonia, PO), Aníbal Cavaco Silva (Portugalia, PSD), Sauli Niinistö (Finlanda, KOK).

### Comisia Europeană
În cursul campaniei electorale pentru alegerile europene din 2009, PPE l-a renominalizat pe José Manuel Barroso, în cadrul Congresului de la Varșovia din aprilie 2009, drept candidat pentru realegerea în funcția de președinte a Comisiei. Deoarece PPE a câștigat alegerile, numirea lui Barroso a fost aprobată de către Consiliul European și acesta a fost ales cu o majoritate absolută în Parlamentul European pentru un al doilea mandat.
La data de 27 noiembrie 2009, Barroso a prezentat "Comisia Barroso II", care include un total de 13 (din 27) comisari PPE.
| Stat membru | Comisar              | Portofoliu                                                                | Partid politic | Fotografie |
| ----------- | -------------------- | ------------------------------------------------------------------------- | -------------- | ---------- |
| Portugalia  | José Manuel Barroso  | Președinte                                                                | PSD            |            |
| Luxembourg  | Viviane Reding       | Vicepreședinte; Justiție, drepturi fundamentale și cetățenie              | CSV            |            |
| Italia      | Antonio Tajani       | Vicepreședinte; Industrie și antreprenoriat                               | PdL            |            |
| Letonia     | Andris Piebalgs      | Dezvoltare                                                                | Nici unul      |            |
| Franța      | Michel Barnier       | Piața internă și servicii                                                 | UMP            |            |
| Lituania    | Algirdas Šemeta      | Impozitare și uniune vamală, audit și antifraudă                          | TS-LKD         |            |
| Malta       | Tonio Borg           | Sănătate                                                                  | PN             |            |
| Polonia     | Janusz Lewandowski   | Programare financiară și buget                                            | PO             |            |
| Bulgaria    | Kristalina Georgieva | Cooperare internațională, ajutor umanitar și reacția la situații de criză | Nici unul      |            |
| Germania    | Günther Oettinger    | Energie                                                                   | CDU            |            |
| Austria     | Johannes Hahn        | Politica regională                                                        | ÖVP            |            |
| Danemarca   | Connie Hedegaard     | Combaterea schimbărilor climatice                                         | DKF            |            |
| România     | Dacian Cioloș        | Agricultură și dezvoltare rurală                                          | Nici unul      |            |

### Parlamentul European
În Parlamentul European PPE are cel mai mare Grup Parlamentar - Grupul PPE - cu 271 parlamentari europeni prezidat de europarlamentarul francez Joseph Daul.
La fiecare alegeri europene, candidații aleși pe listele partidelor membre PPE sunt obligați să se alăture Grupului PPE din Parlamentul European.
În actuala legislatura, PPE este singurul partid european care are un grup parlamentar care corespunde pe deplin.
După ce a prezidat Parlamentul European prin polonezul Jerzy Buzek în prima parte a legislaturii 2009-2014, în a doua parte, Grupul PPE deține șapte din cele paisprezece vice-președinții ai Camerei Europene.

## În afara UE

### PPE în statele non-UE
Prin intermediul partidelor asociate și observatoare, PPE deține cinci șefi de stat și de guvern în Europa în țări non-UE, inclusiv actualul conducător al președinției bosniace formate din trei membri. Ei sunt invitați să participe la summit-urile și reuniunile PPE:
| Stat      | Reprezentant      | Titlu                           | Partid politic | În funcție din    | Fotografie |
| --------- | ----------------- | ------------------------------- | -------------- | ----------------- | ---------- |
| Armenia   | Serzh Sargsyan    | Președinte                      | HHK            | 9 aprilie 2008    |            |
| Bosnia    | Bakir Izetbegović | Membrul bosniac al președinției | SDA            | 10 noiembrie 2010 |            |
| Macedonia | Nikola Gruevski   | Prim ministru                   | VMRO-DPMNE     | 27 august 2006    |            |
| Moldova   | Iurie Leancă      | Prim ministru                   | PLDM           | 25 aprilie 2013   |            |
| Norway    | Erna Solberg      | Prim ministru                   | Høyre          | 16 octombrie 2013 |            |

Partidul are, de asemenea, si alți șefi de stat și de guvern, dar ei nu participă în mod regulat, la reuniuni deoarece alți lideri ai țărilor lor sunt cei care iau parte. Aceștia sunt prim-ministrul Vjekoslav Bevanda (Bosnia-Herțegovina, HDZ BiH), președintele Gjorge Ivanov (Fosta Republică Iugoslavă a Macedoniei, VMRO-DPMNE), președintele Bujar Nishani (Albania, PD) și președintele Abdullah Gul (Turcia, AKP). Același lucru este valabil și în cazul lui Doris Leuthard (CVP), membru al Consiliului Federal Elvețian și Italo Righi (PDCS), unul dintre cei doi Capitani Reggenti din San Marino.

### PPE în cadrul Consiliului Europei
Grupul PPE din Adunarea Parlamentară a Consiliului Europei apără libertatea de exprimare și de informare, precum și libertatea de circulație a ideilor și toleranța religioasă. Acesta promovează principiul autonomiei locale și subsidiarității, precum și apărarea minorităților naționale, sociale și de altă natură. Grupul PPE/CD este condus de italianul Luca Volontè care este membru UDC. 
Grupul PPE/CD include și membri din partea unor partide care nu au legătură cu PPE, cum ar fi membrii Uniunii Patriotice (Liechtenstein), Partidul Cetățenilor Progresivi (Liechtenstein) sau Uniunea Națională și Democrată (Monaco).

### PPE în cadrul OSCE
„Grupul PPE și a celor cu același mod de gândire" este cel mai activ grup politic din cadrul Organizației pentru Securitate și Cooperare în Europa (OSCE). Grupul se întâlnește în mod regulat și promovează pozițiile PPE la nivelul procesului decizional. Membrii Grupului PPE participă, de asemenea, în misiuni OSCE de monitorizare a alegerilor și se angajează în promovarea valorilor și practicilor democratice.
Grupul este prezidat de Walburga Habsburg Douglas (Suedia), precum și de vicepreședinții: Consiglio Di Nino (Canada), Vilija Aleknaitė Abramikiene (Lituania), Laura Allegrini (Italia) și George Tsereteli (Georgia).
Acest Grup include și membri ai unor partide care nu au legătură cu PPE, lucru care a condus și la partea din denumirea grupului -„cu același mod de gândire”. Printre aceștia sunt membri ai Uniunii Patriotice (Liechtenstein), Uniunea pentru Principat (Monaco), Partidul Conservator (Marea Britanie), Partidul Conservator (Canada) și Partidul Republican (Statele Unite).

### PPE în NATO
Conform reglementărilor Partidului, PPE este, de asemenea, prezent în Adunarea Parlamentară a Organizației Tratatului Atlanticului de Nord (NATO), și formează Grupul „PPE și Membrii Asociați".  Acesta este un grup activ politic, condus de politicianul german Karl Lamers (CDU), care ocupă și funcția de președinte actual al NATO-PA.
Acest grup este alcătuit și din membri ai Partidului Conservator din Canada și ai Partidului Republican din Statele Unite.

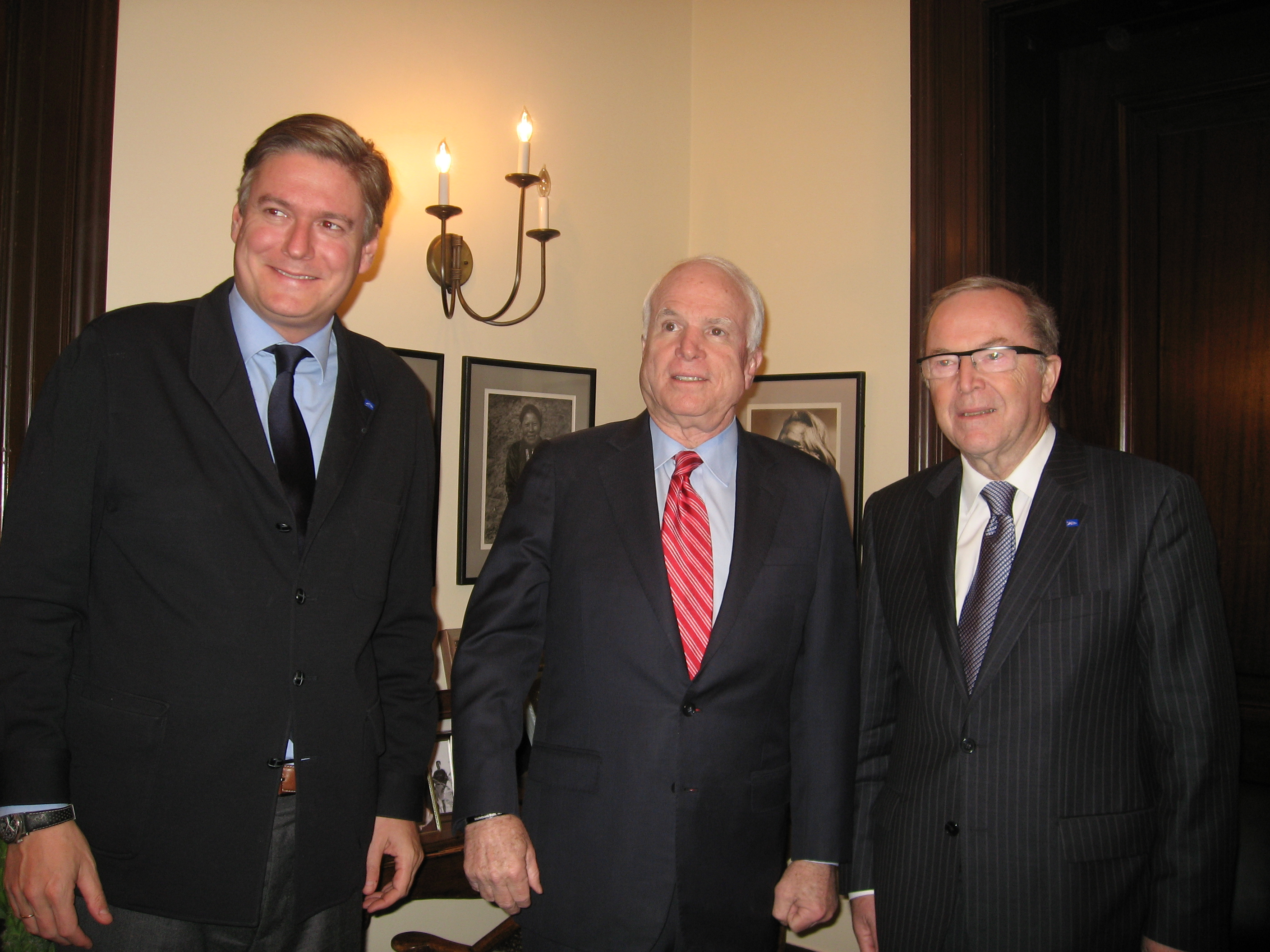
De la stânga spre dreapta: López-Istúriz, McCain și Martens

### PPE și Statele Unite
PPE are relații strânse cu Institutul Republican Internațional (IRI), o organizație finanțată de guvernul american, special pentru a promova democrația și democratizarea. PPE și IRI cooperează în cadrul "Inițiativei Parteneriatului European".
Președintele PPE, Wilfried Martens, l-a sprijinit pe senatorul John McCain, candidatul republican la președinție, în 2008 la alegerile din Statele Unite (McCain este, de asemenea, președinte al IRI).
În 2011 Martens și McCain au făcut unele declarații comune de presă în care și-au exprimat îngrijorarea asupra stării democrației în Ucraina și a procesului politic împotriva fostului premier Yulia Tymoshenko.

### Rețele globale
PPE este aripa europeană a două organizații globale multilaterale de centru-dreapta: Uniunea Democrată Internațională (IDU) și Internaționala Centrist-Democrată (CDI).

## Centrul pentru Studii Europene
Ca urmare a revizuirii din 2008 a regulamentului UE care reglementează partidele politice europene și care a permis crearea de fundații europene afiliate partidelor europene, PPE a creat în același an fundația sa proprie, Centrul pentru Studii Europene (CES). CES include ca membri toate comisiile de experți și fundațiile naționale majore afiliate la partidele membre PPE: Fundația Konrad Adenauer (CDU), Fundația Hanns Seidel (CSU), Fundația pentru Analiză și Studii Sociale (PP), Institutul pentru Democrație Constantinos Karamanlis (ND), Fundatia Jarl Hjalmarson (MOD), Academia Politică a Partidului Popular Austriac (ÖVP) și altele. În timpul campaniei electorale pentru alegerile europene din 2009, CES a lansat cu succes un modul de campanie online "tellbarroso.eu", pentru a sprijini realegerea lui Jose Manuel Barroso, candidat PPE, în funcția de președinte al Comisiei Europene.
Institutul Robert Schuman cu sediul în Budapesta și Fundația Robert Schuman cu sediul în Luxembourg sunt, de asemenea, afiliate Partidului Popular European.

## Asociații PPE
PPE are legaturi cu diverse asociații care se concentrează pe anumite grupuri specifice și care, de multe ori, din proprie inițiativă, organizează seminarii, forumuri, publicații și alte activități. Aceste asociații sunt:

### Mici și Mijlocii Antreprenorii Europa (IMM-uri Europa)
IMM-uri Europa , este organizația oficială de afaceri al Partidului Popular European și servește ca o rețea de politicieni pro - afaceri și organizații politice . Obiectivul său principal este de a modela politica UE într-un mod mai prietenos pentru IMM-uri , în strânsă colaborare cu Cercul IMM-uri a Grupului PPE în Parlamentul European , DG Întreprinderi și organizațiile pro - afaceri din partidele naționale membre ale PPE . Importanța activității Europa IMM-urilor poate fi văzut în faptul că IMM-urile sunt considerate ca fiind factorul cheie pentru locuri de muncă durabile , creștere economică și prosperitate .
Prioritatea sa de top este de a reforma cadrul legal pentru IMM-uri în întreaga Europă și pentru a promova și susține interesele întreprinderilor mici și mijlocii , care - din cauza disponibilitatii de a -și asuma riscuri și responsabilitatea - sunt motorul economiei europene .
IMM-urilor Europa a fost fondată în mai 2012, de trei membri ai Parlamentului European , Paul Rübig , Nadezhda Neynsky și Bendt Bendtsen . Acesta va fi în centrul campaniei politice a Partidului Popular European pentru Parlamentul European alegerile în 2014 , cu accent clar pe strategii pentru a gestiona și de a depăși criza economică din Europa .

### Studenții Democrați Europeni (EDS)
EDS este organizația studențească oficială a PPE. De când a fost fondată în anul 1961, EDS reunește studenți și lideri politici tineri din toată Europa pentru a promova colaborarea politică.
Deși este o organizație a studenților, pe lângă un interes normal pentru subiecte cum ar fi Procesul de la Bologna, organizația este conștientă de importanța promovării valorilor precum libertatea, democrația și drepturile omului.
Condusă de Juraj Antal, structura are 40 de organizații membre, reprezentând în prezent aproape 500.000 de studenți de pe tot continentul; ea este prezentă în 31 de țări, inclusiv în state care nu sunt membre ale UE, cum ar fi Belarus și Georgia.
EDS nu este o organizație centralizată, ea este o "organizație de organizații", o rețea a cărei obiectiv general este acela de a aduna puterea diferiților membri, cu scopul de a oferi tinerilor și studenților o voce puternică.
În fiecare an, organizația găzduiește universități de vară / iarnă și mai multe seminarii. De asemenea, publică în mod regulat revista "Bullseye" și face campanie, prin diferite forme, în interesul tinerilor.

### Uniunea Cetățenilor Seniori Europeni (ESCU)
Fondată la Madrid în anul 1995 și condusă de membrul CDU Bernhard Worms, ESCU este cea mai mare organizație politică a cetățenilor seniori din Europa.
ESCU este reprezentată în 26 de state prin 45 de organizații și aproximativ 500.000 de membri și își dedică activitatea promovării drepturilor cetățenilor seniori europeni și implicării lor în societate. Obiectivele ESCU sunt promovarea rolului oameniilor în vârstă în societățile europene în curs de îmbătrânire, lupta împotriva discriminării persoanelor în vârstă, sistemele europene de pensii, seniorii și voluntariatul, relațiile și participarea între generații.

### Uniunea Europeană a Muncitorilor Creștin Democrați (EUCDW)
EUCDW este organizația muncitorilor din PPE, cu 24 de organizații membre din 18 țări diferite.
Recunoscută ca asociație oficială a muncitorilor din PPE, EUCDW este condusă de Elmar Brok, membru al Parlamentului European, și are ca scop: să promoveze unificarea politică a unei Europe democratice, promovarea dezvoltării PPE în baza principiilor creștin-sociale; să reprezinte și să apere interesele muncitorilor în politica europeană, să lucreze pentru realizarea principiilor și politicilor creștin-sociale în mișcările muncitorești europene; să intensifice cooperarea cu lucrătorii și reprezentanții acestora pentru a realiza pas cu pas modelul social european. De aceea, în ultimii ani, EUCDW a făcut o mulțime de eforturi în influențarea politicii ocupării forței de muncă și în apărarea Europei nedivizate în privința justiției sociale.

### Uniunea Europeană a Întreprinzătorilor Mici și Mijlocii (SME Union)
Uniunea Întreprinzătorilor Mici și Mijlocii (AMM) a PPE este rețeaua pro-afaceri a politicienilor și organizaților politice creștin-democrate, conservatoare și neoliberale. Obiectivul său principal este modelarea politicii UE într-un mod mult mai prietenos pentru întreprinzătorii mici și mijlocii, în strânsă cooperare cu cercul de membri din Grupul PPE din Parlamentul European, din Direcția Generală Întreprinderi și Industrie și din asociațiile membre ale SME Union din partidele membre PPE. Importanța activității Uniunii Întreprinzătorilor Mici și Mijlocii poate fi văzută în faptul că aceștia sunt considerați ca fiind factorul cheie pentru dezvoltarea durabilă de locuri de muncă, creștere economică și prosperitate.
Prioritatea este reformarea cadrului legal pentru IMM-uri din toată Europa și promovarea și susținerea intereselor întreprinderilor mici și mijlocii, care, datorită dorinței lor de a-și asuma riscuri și responsabilitate, sunt motorul economiei europene.
Uniunea IMM (SME-UNION) este condusă de Nadezhda Neynsky, deputat în Parlamentul European.

### Organizația Femeilor din Partidul Popular European (PPE Femei)
Organizația Femeilor din PPE este recunoscută de PPE ca asociația oficială a femeilor din toate partidele cu gândire politică similară din Europa. Aceasta are peste 40 de organizații membre din țări ale Uniunii Europene dar și din afara acesteia. Toate organizațiile membre sunt organizații de femei din partidele politice membre ale PPE.
Organizația Femeilor din PPE, condusă de Doris Pack, este dedicată promovării participării politice a femeilor în toată Europa și conștientizării unor probleme importante legate de femei.

### Organizația de Tineret a Partidului Popular European (YEPP)
Organizația YEPP, condusă de Csaba Dömötör, este organizația oficială de tineret a PPE, auto-guvernată de proprile sale reguli, program politic și reprezentanți aleși. Membrii YEPP sunt organizațiile naționale de tineret.
Scopul tuturor celor 51 de organizații membre, precum și al organizației YEPP este de a oferi tinerilor un canal prin care să influențeze dezvoltarea societăților lor, cu mijloace democratice și cu idei de centru-dreapta, creștin democrate și conservatoare. Prin intermediul organizațiilor sale membre, YEPP reunește între unul și două milioane de tineri din 38 de țări europene. Acest fapt face ca YEPP să fie cea mai mare organizație de tineret a unui partid politic din Europa.

## Membri
În cadrul PPE, există trei tipuri de membri: membri cu drepturi depline, membri asociați și observatori.
Membrii cu drepturi depline sunt toate partidele din statele UE. Acestea au drepturi absolute de a vota în toate organele și pe toate aspectele; membrii asociați au aceleași drepturi de vot, cu excepția temelor referitoare la structura si politicile UE. Aceștia sunt partide din țările candidate UE sau din țările AELS (EFTA).
Pe de altă parte, partidele observatoare pot participa la toate activitățile, congresele și adunările politice PPE, dar nu au nici un drept de vot.
În cele din urmă, există un statut de membru special, sub titulatura de "membru susținător", care se acordă de către Președinție persoanelor fizice sau asociațiilor. Deși aceștia nu au drept de vot, ei pot fi invitați de către președinte să participe la ședințele anumitor organe ale Partidului.
Este important de remarcat faptul că, deși nu aparțin nici unui partid politic în țara lor, comisarii Dacian Cioloș, Kristalina Georgieva și Andris Piebalgs sunt membri PPE.

## Lista deputaților PPE în mandatul 2019-2024
În urma alegerilor din mai 2019, numărul deputaților PPE este de 179, la care se mai adaugă 6 după Brexit. 

În articolul "Membrii grupului Partidului Popular European (PPE) 2019-2024" se prezintă lista deputaților.

## Partide membre cu drepturi depline
Austria
- Partidul Popular Austriac (ÖVP)

 Belgia
- Creștin-Democrat și Flamand (CD&V)
- Centrul Umanist Democrat (CDH)

 Bulgaria
- Cetățeni pentru Dezvoltarea Europeană a Bulgariei (GERB)
- Democrații pentru o Bulgarie Puternică (DSB)
- Uniunea Forțelor Democratice (SDS)
- Partidul Democrat

 Croația
- Uniunea Democrată Croată (HDZ)
- Partidul Țărănesc Croat (HSS)

 Cipru
- Gruparea Democrată (DISY)

 Republica Cehă
- TOP 09
- Uniunea Creștină și Democrată – Partidul Popular Cehoslovac (KDU-CSL)

 Danemarca
- Partidul Popular Conservator (DFK)
- Creștin-Democrații (KD)

 Estonia
- Uniunea Pro Patria și Res Publica (IRL)

 Finlanda
- Partidul Coaliția Națională (KOK)

 Franța
- Uniunea pentru o Mișcare Populară (UMP)

 Germania
- Uniunea Creștin-Democrată
- Uniunea Creștin-Socială din Bavaria

 Grecia
- Noua Democrație (ND)

 Irlanda
- Fine Gael

 Italia
- Forța Italia
- Nuovo Centrodestra (NCD)
- Uniunea Centrului (UdC)
- Popolari per l'Italia (PpI)
- Unione Democratici per l'Europa (UDEUR)

 Letonia
- Unitatea

 Lituania
- Uniunea Patriei - Creștin Democrații Lituanieni (TS-LKD)

 Luxemburg
- Partidul Popular Creștin Social (CVS)

 Malta
- Partidul Naționalist (PN)

 Olanda
- Apelul Creștin Democrat (CDA)

 Polonia
- Platforma Civică (PO)
- Partidul Poporului Polonez (PSL)

 Portugalia
- Partidul Social Democrat (PSD)
- Centrul Democrat și Social - Partidul Popular (CDS-PP)

 România
- Partidul Național Liberal (PNL)
- Uniunea Democrată Maghiară din România (RMDSZ-UDMR)
- Partidul Național Țărănesc Creștin Democrat (PNȚCD)
- Partidul Mișcarea Populară (PMP)

 Slovacia
- Uniunea Creștină și Democrată Slovacă - Partidul Democrat (SDKU-DS)
- Mișcarea Creștin Democrată (KDH)
- Partidul Coaliției Maghiare (MKP-SMK)
- Most–Híd

 Slovenia
- Partidul Democrat Sloven (SDS)
- Partidul Popular Sloven (SLS)
- Noua Slovenie (N.Si)

 Spania
- Partidul Popular (PP)
- Uniunea Democrată din Catalonia (UDC)

 Suedia
- Partidul Moderat (MOD)
- Creștin Democratii (KD)

 Ungaria
- Fidesz - Uniunea Civică Maghiară
- Partidul Popular Creștin Democrat (KDNP)

## Membri asociați
Elveția
- Partidul Popular Creștin Democrat (CVP)

 Macedonia
- Organizația Revoluționară Internă Macedoneană - Partidul Democrat pentru Unitate Națională Macedoneană (VMRO-DPMNE)

 Norvegia
- Partidul Conservator (Hoyre)

 Serbia
- Regiunile Unite ale Serbiei

## Membri observatori
Albania
- Partidul Democrat al Albaniei (PD)

 Armenia
- Partidul Republican Armean (HHK)
- Statul de Drept (OEK)
- Partidul „Moștenirea”

 Belarus
- Frontul Popular Bielorus (BNF)
- Partidul Civil Unit din Belarus (AHP)

 Bosnia și Herțegovina
- Partidul Acțiunii Democrate (SDA)
- Uniunea Croată Democrată din Bosnia și Herțegovina (HDZ BiH)
- Partidul Progresului Democratic (PDP)
- Uniunea Croată Democrată 1990

 Finlanda
- Creștin Democrații (KD)

 Georgia
- Mișcarea Națională Unită (UNM)

 Italia
- Partidul Popular Sud-tirolez (SVP)

 Moldova
- Partidul Liberal Democrat din Moldova (PLDM)
- Partidul Acțiune și Solidaritate (PAS)

 Norvegia
- Partidul Popular Creștin (KrF)

 San Marino
- Partidul Creștin Democrat din San Marino (PCDS)

 Serbia
- Alianța Maghiarilor din Voivodina (VMSZ)
- Kosovo
  - Liga Democrată din Kosovo (LDK)

 Ucraina
- Uninea Pan-Ucraina "Patria"
- Alianța Democrată Ucraineană pentru Reformă (UDAR)
- Mișcarea Populară a Ucrainei (Rukh)